# 田中亮 (競馬)
田中 亮（たなか りょう、1981年11月22日 - ）は、日本中央競馬会 (JRA) の栗東トレーニングセンターに所属する元騎手の調教助手。
福岡県出身。身長161センチメートル、体重48キログラム。血液型O型。現役時代は障害競走の騎乗が中心だった。

## 来歴
2001年、第17期生として競馬学校騎手課程を卒業しJRAの騎手免許を取得する。田島良保厩舎からデビュー。同期には川島信二らがいる。JRA初騎乗は3月3日、11番人気のウィンクルスーンに騎乗し13着だった。障害レース初騎乗は4月28日、14番人気だったマチカネカクサンに騎乗し14着。4月29日、4番人気のマイヒマワリで勝利しJRA初勝利を挙げた。
2002年、第4回小倉サマージャンプにグッドパーラライスに騎乗し、障害重賞レース初騎乗を果たす。
2004年6月20日、6番人気のロングクリムゾンで勝利し、障害レース初勝利を挙げる。
最後の騎乗は3月17日の障害4歳上未勝利で11番人気だったトーワスラッガーで5着、2006年10月1日の障害3歳上未勝利で8番人気だったシロキタトウコンでの勝利が最後の勝利となった。JRA通算5勝（平地3勝、障害2勝）。
2007年3月31日付けで騎手を引退し、所属の佐山優厩舎で調教助手となった。

## おもな騎乗馬
- ロングクリムゾン（2004年小倉サマージャンプ3着）